# (9886) Aoyagi
(9886) Aoyagi est un astéroïde de la ceinture principale découvert le 8 novembre 1994 par Satoru Ōtomo à Kiyosato. Il doit son nom à Fusao Aoyagi, président de la société d'astronomie de la région d'Ishikawa qui est l'un des organisateurs de la « fête annuelle des étoiles d'Ishikawa ».